# Championnat de France de rugby à XIII 1995-1996
Navigation
Édition précédente Édition suivante
Le Championnat de France de rugby à XIII 1995-1996 oppose pour la saison 1995-1996 les meilleures équipes françaises de rugby à XIII. 

## Classement général

### Classement de la première phase
Cette première phase de championnat se déroule  du 9 septembre 1995 au 14 janvier 1996
- Poule I

| Rang | Club               | Pts | J | V | N | D |
| ---- | ------------------ | --- | - | - | - | - |
| -    | Albi               | ?   | ? | ? | ? | ? |
| -    | Carpentras         | ?   | ? | ? | ? | ? |
| -    | Lyon-Villeurbanne  | ?   | ? | ? | ? | ? |
| -    | Saint-Estève       | ?   | ? | ? | ? | ? |
| -    | Saint-Gaudens      | ?   | ? | ? | ? | ? |
| -    | Toulouse           | ?   | ? | ? | ? | ? |
| -    | Toulouges          | ?   | ? | ? | ? | ? |
| -    | Villeneuve-sur-Lot | ?   | ? | ? | ? | ? |

- Poule II

| Rang | Club         | Pts | J | V | N | D |
| ---- | ------------ | --- | - | - | - | - |
| -    | Avignon      | ?   | ? | ? | ? | ? |
| -    | Cannes       | ?   | ? | ? | ? | ? |
| -    | XIII Catalan | ?   | ? | ? | ? | ? |
| -    | Lézignan     | ?   | ? | ? | ? | ? |
| -    | Limoux       | ?   | ? | ? | ? | ? |
| -    | Pia          | ?   | ? | ? | ? | ? |
| -    | Villefranche | ?   | ? | ? | ? | ? |
| -    | Carcassonne  | ?   | ? | ? | ? | ? |

### Classement de la deuxième phase
| Rang | Nom                | Points | Matchs |
| ---- | ------------------ | ------ | ------ |
| 1    | A.S. Saint-Estève  | 18     | 6      |
| 2    | Lézignan           | 12     | 6      |
| 3    | R.C. Saint-Gaudens | 10     | 6      |
| 4    | Pia XIII           | 8      | 6      |

| Rang | Nom             | Points | Matchs |
| ---- | --------------- | ------ | ------ |
| 1    | U.S. Villeneuve | 15     | 6      |
| 2    | XIII Limouxin   | 14     | 6      |
| 3    | XIII Catalan    | 13     | 6      |
| 4    | R.C. Carpentras | 6      | 6      |

| Rang | Nom                     | Points | Matchs |
| ---- | ----------------------- | ------ | ------ |
| 1    | Toulouse olympique XIII | 14     | 6      |
| 2    | U.S. Lyon-Villeurbanne  | 14     | 6      |
| 3    | S.O. Avignon            | 12     | 6      |
| 4    | Cannes XIII             | 8      | 6      |

| Rang | Nom               | Points | Matchs |
| ---- | ----------------- | ------ | ------ |
| 1    | A.S. Carcassonne  | 15     | 6      |
| 2    | R.C. Albigeois    | 12     | 6      |
| 3    | Toulouges XIII    | 11     | 6      |
| 4    | Villefranche XIII | 10     | 6      |

### Barrages
- XIII Catalan - U.S. Lyon-Villeurbanne
- R.C. Albigeois - ?

### Phase finale
|  | Quarts de finale  | Quarts de finale  | Quarts de finale  | Quarts de finale  |                   |                   | Demi-finales | Demi-finales | Demi-finales | Demi-finales |  |  | Finale | Finale | Finale | Finale |
|  |                   |                   |                   |                   |                   |                   |              |              |              |              |  |  |        |        |        |        |
|  |                   |                   |                   |                   |                   |                   |              |              |              |              |  |  |        |        |        |        |
|  |                   |                   |                   |                   |                   |                   |              |              |              |              |  |  |        |        |        |        |
|  | U.S. Villeneuve   | U.S. Villeneuve   | 20                | 20                |                   |                   |              |              |              |              |  |  |        |        |        |        |
|  | U.S. Villeneuve   | U.S. Villeneuve   | 20                | 20                |                   |                   |              |              |              |              |  |  |        |        |        |        |
|  | A.S. Carcassonne  | A.S. Carcassonne  | 16                | 16                |                   |                   |              |              |              |              |  |  |        |        |        |        |
|  | A.S. Carcassonne  | A.S. Carcassonne  | 16                | 16                | U.S. Villeneuve   | U.S. Villeneuve   | -            | -            |              |              |  |  |        |        |        |        |
|  |                   |                   |                   |                   | U.S. Villeneuve   | U.S. Villeneuve   | -            | -            |              |              |  |  |        |        |        |        |
|  |                   |                   | XIII Catalan      | XIII Catalan      | -                 | -                 |              |              |              |              |  |  |        |        |        |        |
|  | XIII Catalan      | XIII Catalan      | XIII Catalan      | XIII Catalan      | -                 | -                 | -            | -            |              |              |  |  |        |        |        |        |
|  | XIII Catalan      | XIII Catalan      |                   |                   |                   |                   |              | -            |              |              |  |  |        |        |        |        |
|  | F.C. Lézignan     | F.C. Lézignan     | -                 | -                 |                   |                   |              |              |              |              |  |  |        |        |        |        |
|  | F.C. Lézignan     | F.C. Lézignan     | -                 | -                 | U.S. Villeneuve   | U.S. Villeneuve   | 27           | 27           |              |              |  |  |        |        |        |        |
|  |                   |                   |                   |                   | U.S. Villeneuve   | U.S. Villeneuve   | 27           | 27           |              |              |  |  |        |        |        |        |
|  |                   |                   | A.S. Saint-Estève | A.S. Saint-Estève | 26                | 26                |              |              |              |              |  |  |        |        |        |        |
|  | A.S. Saint-Estève | A.S. Saint-Estève | A.S. Saint-Estève | A.S. Saint-Estève | 26                | 26                | -            | -            |              |              |  |  |        |        |        |        |
|  | A.S. Saint-Estève | A.S. Saint-Estève |                   |                   |                   |                   |              |              |              |              |  |  |        |        |        |        |
|  | R.C. Carpentras   | R.C. Carpentras   | -                 | -                 |                   |                   |              |              |              |              |  |  |        |        |        |        |
|  | R.C. Carpentras   | R.C. Carpentras   | -                 | -                 | A.S. Saint-Estève | A.S. Saint-Estève | -            | -            |              |              |  |  |        |        |        |        |
|  |                   |                   |                   |                   | A.S. Saint-Estève | A.S. Saint-Estève | -            | -            |              |              |  |  |        |        |        |        |
|  |                   |                   | XIII Limouxin     | XIII Limouxin     | -                 | -                 |              |              |              |              |  |  |        |        |        |        |
|  | XIII Limouxin     | XIII Limouxin     | XIII Limouxin     | XIII Limouxin     | -                 | -                 | -            | -            |              |              |  |  |        |        |        |        |
|  | XIII Limouxin     | XIII Limouxin     |                   |                   |                   |                   |              | -            |              |              |  |  |        |        |        |        |
|  | R.C. Albigeois    | R.C. Albigeois    | -                 | -                 |                   |                   |              |              |              |              |  |  |        |        |        |        |
|  | R.C. Albigeois    | R.C. Albigeois    | -                 | -                 |                   |                   |              |              |              |              |  |  |        |        |        |        |
|  |                   |                   |                   |                   |                   |                   |              |              |              |              |  |  |        |        |        |        |

## Finale - 25 mai 1996
(mt : 18 - 14)
Points marqués :
- Villeneuve-sur-Lot : 4 essais de Devecchi (7e), Verdès (24e), Fonfrège (32e) et Tutard (71e) ; 4 transformations d'Heugh (7e, 24e, 32e et 71e) ; 1 pénalité d'Heugh (56e) ; 1 drop d'Heugh (74e).
- Saint-Estève : 5 essais de Zenon (2e) et Cervello (14e, 26e, 47e et 78e) ; 2 transformations de Cervello (14e) et P. Chamorin (47e) ; 1 pénalité de Cervello (54e).

Évolution du score : 
Arbitre : M. Joseph Giné (Provence)
Spectateurs : 10 000
Composition des équipes :
- Villeneuve-sur-Lot : Franck Goffin - Karim Rezzoug, Grégory Tutard, Marc Fonfrège, Manuel Fauvel - David Despin (o), Fabien Devecchi (m) - Cavill Heugh, Christophe Canal, Jérôme Bisson, Daniel Verdès, Emmanuel Peralta, Régis Pastre-Courtine - Régis Brioux, Vea Bloomfield, Vincent Wulf, Laurent Cambres - Entraîneur : David Ellis

- Saint-Estève : Laurent Nicolas - Eric Van Brussel, Bruno Verges, Sébastien Berdu, Arnaud Cervello - Pierre Chamorin (o), Todd Brown(m) - Hadj Boudebza, Mathieu Khedimi (c), Jules Parry, Frédéric Sana, Philippe Pujol, Rechal Zenon - Patrick Costes, Frantz Martial, Dikson, Cabenae - Entraîneur :

## Effectifs des équipes présentes
| Villeneuve-sur-Lot | Jérôme Bisson Vea Bloomfield Régis Brioux Laurent Cambres Christophe Canal David Despin Fabien Devecchi Emmanuel Fauvel Marc Fonfrège Franck Goffin Cavill Heugh Bernard Lacombe Francis Larribeau Régis Pastre-Courtine Emmanuel Peralta Karim Rezzoug Claude Tutard Grégory Tutard Daniel Verdès Vincent Wulf Entraîneur : David Ellis                | Saint-Estève      | Sébastien Berdu Hadj Boudebza Todd Brown Cabenae Arnaud Cervello Pierre Chamorin Patrick Costes Dikson Terry Dolling Blair Harding Mathieu Khedimi (c) Frantz Martial Laurent Nicolas Jules Parry Philippe Pujol Frédéric Sana Bruno Verges Éric van Brussel Rechal Zenon                                      |
| Carcassonne        | Frédéric Banquet Mickaël Barthe Anthony Bernière Serge Brioux (c) Sylvain Crismanovich (o) Luc Eychenne David Gagliazzo Bruno Lucchèse Laurent Lucchese David Marty Paul Mills Gaby Molinier Pascal Mons Cédric Raynaud Éric Rémirez (m) Walter Sabatié Hervé Trautenaere Walter Sabatier Entraîneur : Thierry Bernabé puis Jean-Paul Marquet (déc. 95) | Limoux            | Adolphe Alésina Patrick Albérola Jérôme Alonso Vincent Banet Benoît Bourrel Glenn Cannon Jean-Luc Delarose Daniel Divet Patrice Gonzalez Jean-Yves Griotto David Kasianov Chris Peau Christophe Puso Olivier Rougé Jason Sands Philippe Sokolow (c) Frédéric Teixido Marc Tisseyre Entraîneur : Daniel Sokolow |
| Carpentras         | Cyril Baudouin Daniel Coote Entraîneur : Marius Frattini | Lyon-Villeurbanne | Sébastien Bouche Gregory Kacala Noël Vernay Bagdad Yaha |
| XIII Catalan       | Pascal Bomati Didier Cabestany Xavier Clara Pascal Jampy Mark Lane Bernard Llong Ian Turner | Albi              | David Cochrane David Collado Mark Elia Éric Frayssinet Scott Gartner Matt Sauvoa |
| Pia                | Pascal Fages David Fatialofa Lilian Hébert Karl Jaavuo Paul Okesene Jacques Pech Benoît Salles Frédéric Serret Patrick Torreilles | Toulouse          | Manuel Correia Abderazake El Kakoulki Djamel Ouertani Farid Ouramdane Alan Vallée |
| Avignon            | Patrick Entat Ouragh said Gahnem krim chouchane ouissem Rouqueirol chaput nicolas farnoux Jouffret Reyre nicolas thierry buttignol Jeremy barraud vignassoule pilate rossine chayeb nabil | Saint-Gaudens     | Arnaud Dulac Jason Kerapa Jean-Luc Ramandou Claude Sirvent |
| Cannes             | Ezzedine Attia Jean-Charles Giorgi Farid Ouramdane | Villefranche      | René Marty Mikhail Piskunov |
| Lézignan           | Stéphane Manin |                   | |